# Beech Grove
Beech Grove is een plaats (city) in de Amerikaanse staat Indiana, en valt bestuurlijk gezien onder Marion County.

## Demografie
Bij de volkstelling in 2000 werd het aantal inwoners vastgesteld op 14.880.
In 2006 is het aantal inwoners door het United States Census Bureau geschat op 14.082, een daling van 798 (-5,4%).

## Geografie
Volgens het United States Census Bureau beslaat de plaats een oppervlakte van
11,1 km², geheel bestaande uit land. Beech Grove ligt op ongeveer 244 m boven zeeniveau.

## Geboren
- Steve McQueen (1930-1980), filmacteur

## Plaatsen in de nabije omgeving
De onderstaande figuur toont nabijgelegen plaatsen in een straal van 12 km rond Beech Grove.